# Чемпионат мира по хоккею с шайбой среди юниорских команд 2013 (женщины)
6-й Чемпионат мира по хоккею с шайбой среди женских юниорских команд под эгидой ИИХФ проходил с 29 декабря 2012 года по 5 января 2013 года в городах Хейноле и Виерумяки (Финляндия). Сборная Канады стала чемпионом и завоевала свой третий титул, победив в финале сборную США в овертайме со счётом 2:1. Бронзовую медаль выиграла сборная Швеции, победившая в матче за третье место сборную Чехии — 4:0.
Самым ценным игроком (MVP) и лучшим нападающим чемпионата была признана Кэтрин Шиппер. Она также стала лучшим бомбардиром турнира, набрав 13 (5+7) баллов за результативность. Лучшим вратарём была признана шведка Минацу Мурасэ, лучшим защитником — канадка Халли Кшизаняк.
Всего в женском юниорском чемпионате мира 2013 года приняли участие 20 сборных, которые были поделены на главный турнир, где играли 8 команд, и первый дивизион, состоявший из квалификационного и основного турнира. Все сборные принимали участие в прошлогоднем чемпионате.

## Участвующие команды
В чемпионате принимали участие 8 национальных команд — шесть из Европы и две из Северной Америки. Сборная Венгрии пришла из первого дивизиона, остальные — с прошлого турнира ТОП-дивизиона.
| Европа - Чехия* - Венгрия^ - Финляндия× - Германия* | - Россия* - Швеция* Северная Америка - Канада* - США* |  |

* = 7 команд автоматически квалифицировались в высший дивизион по итогам чемпионата мира 2012 года
^ = Команда перешла в высший дивизион по итогам первого дивизиона чемпионата мира 2012 года
× = Квалифицировались как хозяева чемпионата 

## Судьи
ИИХФ утвердила 6 главных и 9 линейных судей для обслуживания матчей чемпионата мира по хоккею с шайбой среди женских юниорских команд 2013 года.
| Главные судьи - Габриэлла Ариано-Лорти - Анна Эскола - Джерилин Гленн - Дебби Хенгст - Кайса Кетонен - Миюки Накаяма | Линейные судьи - Шарлотта Жиру - Лиза Хёффнер - Эвелин Лоретан - Йонна Партанен - Йенни Висала - Вера Силхавикова - Ольга Штейнберг - Ванесса Стрэттон - Андреа Вайсман |  |

## Предварительный этап

### Группа A
| М | Сборная   | И | В | ВО | ПО | П | ШЗ | ШП | РШ  | О | Итог                           |
| - | --------- | - | - | -- | -- | - | -- | -- | --- | - | ------------------------------ |
| 1 | Канада    | 3 | 3 | 0  | 0  | 0 | 15 | 1  | +14 | 9 | Выходит в полуфинал            |
| 2 | Финляндия | 3 | 2 | 0  | 0  | 1 | 7  | 6  | +1  | 6 | Выходят в четвертьфинал        |
| 3 | Венгрия   | 3 | 0 | 1  | 0  | 2 | 3  | 9  | −6  | 2 | Выходят в четвертьфинал        |
| 4 | Германия  | 3 | 0 | 0  | 1  | 2 | 3  | 12 | −9  | 1 | Переходит в утешительный раунд |

Время местное (UTC+2).
| 29 декабря 2012 15:30 | Германия | 2 : 3 (0:0, 1:1, 1:2) | Финляндия | Арена Хейнола, Хейнола Зрителей: 758 |

| Отчёт  | Отчёт                       | Отчёт  | Отчёт | Отчёт                                                               |
| ------ | --------------------------- | ------ | ----- | ------------------------------------------------------------------- |
|        |                             |        |       |                                                                     |
|        |                             |        |       | Судья: Миюки Накаяма Линейные судьи: Ольга Штейнберг Андреа Вайсман |
|        | Голы:                       |        |       |                                                                     |
|        | 1 : 0 1 : 1 2 : 1 2 : 2 : 3 |        |       |                                                                     |
|        |                             |        |       |                                                                     |
|        |                             |        |       |                                                                     |
|        |                             |        |       |                                                                     |
| 14 мин | Штраф                       | 14 мин |       |                                                                     |
|        |                             |        |       |                                                                     |
|        | 19                          | Броски | 52    |                                                                     |

| 29 декабря 2012 17:30 | Канада | 4 : 1 (1:0, 1:1, 2:0) | Венгрия | Арена Виерумяки, Виерумяки Зрителей: 154 |

| Отчёт | Отчёт                         | Отчёт  | Отчёт | Отчёт                                                              |
| ----- | ----------------------------- | ------ | ----- | ------------------------------------------------------------------ |
|       |                               |        |       |                                                                    |
|       |                               |        |       | Судья: Кайса Кетонен Линейные судьи: Вера Силхавикова Йенни Висала |
|       | Голы:                         |        |       |                                                                    |
|       | 1 : 0 1 : 1 2 : 1 3 : 1 4 : 1 |        |       |                                                                    |
|       |                               |        |       |                                                                    |
|       |                               |        |       |                                                                    |
|       |                               |        |       |                                                                    |
| 8 мин | Штраф                         | 10 мин |       |                                                                    |
|       |                               |        |       |                                                                    |
|       | 35                            | Броски | 11    |                                                                    |

| 30 декабря 2012 15:00 | Германия | 1 : 2 (OT) (1:0, 0:1, 0:0, 0:1) | Венгрия | Арена Виерумяки, Виерумяки Зрителей: 73 |

| Отчёт  | Отчёт           | Отчёт  | Отчёт | Отчёт                                                                         |
| ------ | --------------- | ------ | ----- | ----------------------------------------------------------------------------- |
|        |                 |        |       |                                                                               |
|        |                 |        |       | Судья: Габриэлла Ариано-Лорти Линейные судьи: Йонна Партанен Ванесса Стрэттон |
|        | Голы:           |        |       |                                                                               |
|        | 1 : 0 1 : 1 : 2 |        |       |                                                                               |
|        |                 |        |       |                                                                               |
|        |                 |        |       |                                                                               |
|        |                 |        |       |                                                                               |
| 12 мин | Штраф           | 14 мин |       |                                                                               |
|        |                 |        |       |                                                                               |
|        | 17              | Броски | 25    |                                                                               |

| 30 декабря 2012 17:30 | Финляндия | 0 : 4 (0:2, 0:2, 0:0) | Канада | Арена Хейнола, Хейнола Зрителей: 827 |

| Отчёт  | Отчёт                   | Отчёт  | Отчёт | Отчёт                                                           |
| ------ | ----------------------- | ------ | ----- | --------------------------------------------------------------- |
|        |                         |        |       |                                                                 |
|        |                         |        |       | Судья: Дебби Хенгст Линейные судьи: Лиза Хёффнер Андреа Вайсман |
|        | Голы:                   |        |       |                                                                 |
|        | 0 : 1 0 : 2 0 : 3 0 : 4 |        |       |                                                                 |
|        |                         |        |       |                                                                 |
|        |                         |        |       |                                                                 |
|        |                         |        |       |                                                                 |
| 14 мин | Штраф                   | 6 мин  |       |                                                                 |
|        |                         |        |       |                                                                 |
|        | 10                      | Броски | 35    |                                                                 |

| 1 января 2013 15:00 | Канада | 7 : 0 (3:0, 3:0, 2:0) | Германия | Арена Виерумяки, Виерумяки Зрителей: 114 |

| Отчёт | Отчёт                                     | Отчёт  | Отчёт | Отчёт                                                          |
| ----- | ----------------------------------------- | ------ | ----- | -------------------------------------------------------------- |
|       |                                           |        |       |                                                                |
|       |                                           |        |       | Судья: Анна Эскола Линейные судьи: Йенни Висала Андреа Вайсман |
|       | Голы:                                     |        |       |                                                                |
|       | 1 : 0 2 : 0 3 : 0 4 : 0 5 : 0 6 : 0 7 : 0 |        |       |                                                                |
|       |                                           |        |       |                                                                |
|       |                                           |        |       |                                                                |
|       |                                           |        |       |                                                                |
| 8 мин | Штраф                                     | 10 мин |       |                                                                |
|       |                                           |        |       |                                                                |
|       | 67                                        | Броски | 5     |                                                                |

| 1 января 2013 17:30 | Венгрия | 0 : 4 (0:3, 0:1, 0:0) | Финляндия | Арена Хейнола, Хейнола Зрителей: 574 |

| Отчёт  | Отчёт                   | Отчёт  | Отчёт | Отчёт                                                                 |
| ------ | ----------------------- | ------ | ----- | --------------------------------------------------------------------- |
|        |                         |        |       |                                                                       |
|        |                         |        |       | Судья: Джерилин Гленн Линейные судьи: Эвелин Лоретан Вера Силхавикова |
|        | Голы:                   |        |       |                                                                       |
|        | 0 : 1 0 : 2 0 : 3 0 : 4 |        |       |                                                                       |
|        |                         |        |       |                                                                       |
|        |                         |        |       |                                                                       |
|        |                         |        |       |                                                                       |
| 12 мин | Штраф                   | 12 мин |       |                                                                       |
|        |                         |        |       |                                                                       |
|        | 25                      | Броски | 29    |                                                                       |

### Группа B
| М | Сборная | И | В | ВО | ПО | П | ШЗ | ШП | РШ  | О | Итог                           |
| - | ------- | - | - | -- | -- | - | -- | -- | --- | - | ------------------------------ |
| 1 | США     | 3 | 3 | 0  | 0  | 0 | 25 | 0  | +25 | 9 | Выходит в полуфинал            |
| 2 | Швеция  | 3 | 1 | 0  | 1  | 1 | 7  | 15 | −8  | 4 | Выходят в четвертьфинал        |
| 3 | Чехия   | 3 | 1 | 0  | 0  | 2 | 7  | 17 | −10 | 3 | Выходят в четвертьфинал        |
| 4 | Россия  | 3 | 0 | 1  | 0  | 2 | 9  | 16 | −7  | 2 | Переходит в утешительный раунд |

Время местное (UTC+2).
| 29 декабря 2012 12:00 | Швеция | 3 : 2 (1:1, 1:0, 1:1) | Чехия | Арена Хейнола, Хейнола Зрителей: 153 |

| Отчёт | Отчёт | Отчёт  | Отчёт | Отчёт                                                           |
| ----- | ----- | ------ | ----- | --------------------------------------------------------------- |
|       |       |        |       |                                                                 |
|       |       |        |       | Судья: Анна Эскола Линейные судьи: Шарлотта Жиру Эвелин Лоретан |
|       |       |        |       |                                                                 |
|       |       |        |       |                                                                 |
|       |       |        |       |                                                                 |
|       |       |        |       |                                                                 |
|       |       |        |       |                                                                 |
| 8 мин | Штраф | 12 мин |       |                                                                 |
|       |       |        |       |                                                                 |
|       | 31    | Броски | 33    |                                                                 |

| 29 декабря 2012 14:00 | США | 7 : 0 (3:0, 1:0, 3:0) | Россия | Арена Виерумяки, Виерумяки Зрителей: 148 |

| Отчёт | Отчёт                                     | Отчёт   | Отчёт                                                       | Отчёт                                                           |
| --- | ----------------------------------------- | ------- | ----------------------------------------------------------- | --------------------------------------------------------------- |
| |                                           |         |                                                             |                                                                 |
| | Сидни Питерс — 00:00-60:00                | Вратари | 00:00-46:45 — Надежда Морозова 46:45-60:00 — Татьяна Щукина | Судья: Дебби Хенгст Линейные судьи: Лиза Хёффнер Йонна Партанен |
| | Голы:                                     |         |                                                             | Судья: Дебби Хенгст Линейные судьи: Лиза Хёффнер Йонна Партанен |
| Сидни Морин (бол.) — 09:03 (Т. Цианфарано, Г. Заржецки) Меган Вульф — 16:11 (К. Шиппер, М. Рольфс) Малия Роджерс — 17:15 (А. Лэйн, М. Кент) Тэйлар Цианфарано — 28:54 (Г. Заржецки, Б. Уэллхаузен) Кэтрин Шиппер (бол.) — 46:45 (М. Вульф) Даниэль Камеранези — 53:07 (Дж. Данн, К. Паннек) Джинси Данн — 56:01 (М. Вульф, К. Шиппер) | 1 : 0 2 : 0 3 : 0 4 : 0 5 : 0 6 : 0 7 : 0 |         |                                                             | Судья: Дебби Хенгст Линейные судьи: Лиза Хёффнер Йонна Партанен |
| |                                           |         |                                                             | Судья: Дебби Хенгст Линейные судьи: Лиза Хёффнер Йонна Партанен |
| |                                           |         |                                                             | Судья: Дебби Хенгст Линейные судьи: Лиза Хёффнер Йонна Партанен |
| |                                           |         |                                                             | Судья: Дебби Хенгст Линейные судьи: Лиза Хёффнер Йонна Партанен |
| 2 мин | Штраф                                     | 18 мин  |                                                             | Судья: Дебби Хенгст Линейные судьи: Лиза Хёффнер Йонна Партанен |
| |                                           |         |                                                             |                                                                 |
| | 55                                        | Броски  | 7                                                           |                                                                 |

| 30 декабря 2012 14:00 | Чехия | 0 : 10 (0:5, 0:2, 0:3) | США | Арена Хейнола, Хейнола Зрителей: 215 |

| Отчёт  | Отчёт                                                        | Отчёт  | Отчёт | Отчёт                                                              |
| ------ | ------------------------------------------------------------ | ------ | ----- | ------------------------------------------------------------------ |
|        |                                                              |        |       |                                                                    |
|        |                                                              |        |       | Судья: Кайса Кетонен Линейные судьи: Шарлотта Жиру Ольга Штейнберг |
|        | Голы:                                                        |        |       |                                                                    |
|        | 0 : 1 0 : 2 0 : 3 0 : 4 0 : 5 0 : 6 0 : 7 0 : 8 0 : 9 0 : 10 |        |       |                                                                    |
|        |                                                              |        |       |                                                                    |
|        |                                                              |        |       |                                                                    |
|        |                                                              |        |       |                                                                    |
| 16 мин | Штраф                                                        | 2 мин  |       |                                                                    |
|        |                                                              |        |       |                                                                    |
|        | 10                                                           | Броски | 53    |                                                                    |

| 30 декабря 2012 18:30 | Швеция | 4 : 5 (OT) (2:1, 1:1, 1:2, 0:1) | Россия | Арена Виерумяки, Виерумяки Зрителей: 135 |

| Отчёт | Отчёт                                               | Отчёт | Отчёт                        | Отчёт                                                               |
| --- | --------------------------------------------------- | --- | ---------------------------- | ------------------------------------------------------------------- |
| |                                                     | |                              |                                                                     |
| | Мария Умберг — 00:00-64:28                          | Вратари | 00:00-64:28 — Татьяна Щукина | Судья: Джерилин Гленн Линейные судьи: Вера Силхавикова Йенни Висала |
| | Голы:                                               | |                              | Судья: Джерилин Гленн Линейные судьи: Вера Силхавикова Йенни Висала |
| Линнея Хедин (бол.) — 06:08 (И. Пальм, М. Лёвенхильм) Элин Юханссон — 10:10 (Ю. Леннартссон, М. Якобссон) Малин Аксельссон — 27:47 (М. Халл) Элин Юханссон — 42:53 | 1 : 0 2 : 0 2 : 1 2 : 2 3 : 2 4 : 2 4 : 3 4 : 4 : 5 | 15:11 — Елена Дергачёва 27:12 — Диана Булатова (В. Павлова) 57:35 — Екатерина Николаева (А. Шохина) 58:26 — Анна Шохина (Д. Булатова) 64:28 — Елена Дергачёва (А. Чистякова) |                              | Судья: Джерилин Гленн Линейные судьи: Вера Силхавикова Йенни Висала |
| |                                                     | |                              | Судья: Джерилин Гленн Линейные судьи: Вера Силхавикова Йенни Висала |
| |                                                     | |                              | Судья: Джерилин Гленн Линейные судьи: Вера Силхавикова Йенни Висала |
| |                                                     | |                              | Судья: Джерилин Гленн Линейные судьи: Вера Силхавикова Йенни Висала |
| 6 мин | Штраф                                               | 12 мин |                              | Судья: Джерилин Гленн Линейные судьи: Вера Силхавикова Йенни Висала |
| |                                                     | |                              |                                                                     |
| | 29                                                  | Броски | 38                           |                                                                     |

| 1 января 2013 14:00 | США | 8 : 0 (4:0, 2:0, 2:0) | Швеция | Арена Хейнола, Хейнола Зрителей: 174 |

| Отчёт | Отчёт                                           | Отчёт  | Отчёт | Отчёт                                                                          |
| ----- | ----------------------------------------------- | ------ | ----- | ------------------------------------------------------------------------------ |
|       |                                                 |        |       |                                                                                |
|       |                                                 |        |       | Судья: Габриэлла Ариано-Лорти Линейные судьи: Ольга Штейнберг Ванесса Стрэттон |
|       | Голы:                                           |        |       |                                                                                |
|       | 1 : 0 2 : 0 3 : 0 4 : 0 5 : 0 6 : 0 7 : 0 8 : 0 |        |       |                                                                                |
|       |                                                 |        |       |                                                                                |
|       |                                                 |        |       |                                                                                |
|       |                                                 |        |       |                                                                                |
| 6 мин | Штраф                                           | 6 мин  |       |                                                                                |
|       |                                                 |        |       |                                                                                |
|       | 57                                              | Броски | 10    |                                                                                |

| 1 января 2013 18:30 | Россия | 4 : 5 (2:3, 1:1, 1:1) | Чехия | Арена Виерумяки, Виерумяки Зрителей: 155 |

| Отчёт | Отчёт                                                       | Отчёт | Отчёт                         | Отчёт                                                             |
| --- | ----------------------------------------------------------- | --- | ----------------------------- | ----------------------------------------------------------------- |
| |                                                             | |                               |                                                                   |
| | Татьяна Щукина — 00:00-21:19 Надежда Морозова — 21:19-60:00 | Вратари | 00:00-60:00 — Клара Пешларова | Судья: Миюки Накаяма Линейные судьи: Шарлотта Жиру Йонна Партанен |
| | Голы:                                                       | |                               | Судья: Миюки Накаяма Линейные судьи: Шарлотта Жиру Йонна Партанен |
| Анна Шохина — 05:43 (А. Штарёва) Анна Шохина — 11:49 (Е. Дергачёва, А. Штарёва) Валерия Павлова — 33:03 (М. Баталова) Анна Шохина (бол.) — 55:10 (Е. Дергачёва) | 0 : 1 0 : 2 1 : 2 2 : 2 2 : 3 2 : 4 3 : 4 4 : 4 4 : 5       | 02:35 — Клара Чмелова (В. Прибылова, А. Тейралова) 04:48 — Тереза Ванишова (К. Чмелова) 12:22 — Клара Чмелова (В. Прибылова, Т. Ванишова) 21:19 — Михаэла Пейзлова (В. Прибылова) 57:23 — Михаэла Пейзлова (А. Ледлова) |                               | Судья: Миюки Накаяма Линейные судьи: Шарлотта Жиру Йонна Партанен |
| |                                                             | |                               | Судья: Миюки Накаяма Линейные судьи: Шарлотта Жиру Йонна Партанен |
| |                                                             | |                               | Судья: Миюки Накаяма Линейные судьи: Шарлотта Жиру Йонна Партанен |
| |                                                             | |                               | Судья: Миюки Накаяма Линейные судьи: Шарлотта Жиру Йонна Партанен |
| 4 мин | Штраф                                                       | 12 мин |                               | Судья: Миюки Накаяма Линейные судьи: Шарлотта Жиру Йонна Партанен |
| |                                                             | |                               |                                                                   |
| | 30                                                          | Броски | 30                            |                                                                   |

## Утешительный раунд
Команды выявляли лучшего в серии до двух побед. Сборная России одержала победу в первых двух матчах и заняла седьмое место. Проигравшая серию сборная Германии занимает на турнире восьмое место и переходит в первый дивизион чемпионата мира 2014 года.
Время местное (UTC+2).
| 2 января 2013 16:00 | Россия | 5 : 3 (3:0, 1:2, 1:1) | Германия | Арена Виерумяки, Виерумяки Зрителей: 64 |

| Отчёт | Отчёт                                                       | Отчёт | Отчёт                         | Отчёт                                                                |
| --- | ----------------------------------------------------------- | --- | ----------------------------- | -------------------------------------------------------------------- |
| |                                                             | |                               |                                                                      |
| | Надежда Морозова — 00:00-26:38 Влада Овчарова — 26:38-60:00 | Вратари | 00:00-59:57 — Франциска Албль | Судья: Кайса Кетонен Линейные судьи: Йонна Партанен Вера Силхавикова |
| | Голы:                                                       | |                               | Судья: Кайса Кетонен Линейные судьи: Йонна Партанен Вера Силхавикова |
| Валерия Павлова — 04:36 (Е. Дергачёва, Е. Николаева) Анна Шохина (мен.) — 09:00 Наталья Ковалёва — 12:26 (Н. Модина, Т. Китаева) Татьяна Китаева — 23:07 (Е. Дергачёва) Елена Дергачёва (п.в.) — 59:59 (Н. Ковалёва) | 1 : 0 2 : 0 3 : 0 4 : 0 4 : 1 4 : 2 4 : 3 5 : 3             | 25:26 — Никола Айзеншмид (Д. Райманн) 29:26 — Катя-Лиза Энгель (Л. Дюстерхёфт) 44:39 — Бернадетт Карпф (К. Шпильбергер, М. Шеуерлейн) |                               | Судья: Кайса Кетонен Линейные судьи: Йонна Партанен Вера Силхавикова |
| |                                                             | |                               | Судья: Кайса Кетонен Линейные судьи: Йонна Партанен Вера Силхавикова |
| |                                                             | |                               | Судья: Кайса Кетонен Линейные судьи: Йонна Партанен Вера Силхавикова |
| |                                                             | |                               | Судья: Кайса Кетонен Линейные судьи: Йонна Партанен Вера Силхавикова |
| 20 мин | Штраф                                                       | 10 мин |                               | Судья: Кайса Кетонен Линейные судьи: Йонна Партанен Вера Силхавикова |
| |                                                             | |                               |                                                                      |
| | 27                                                          | Броски | 29                            |                                                                      |

| 3 января 2013 17:30 | Германия | 3 : 4 (OT) (1:1, 1:2, 1:0, 0:1) | Россия | Арена Виерумяки, Виерумяки Зрителей: 106 |

| Отчёт | Отчёт                                                                                 | Отчёт | Отчёт                          | Отчёт                                                           |
| --- | ------------------------------------------------------------------------------------- | --- | ------------------------------ | --------------------------------------------------------------- |
| |                                                                                       | |                                |                                                                 |
| | Франциска Албль — 00:00-59:02 Лена Шустер — 59:02-59:07 Франциска Албль — 59:07-64:28 | Вратари | 00:00-64:28 — Надежда Морозова | Судья: Дебби Хенгст Линейные судьи: Йонна Партанен Йенни Висала |
| | Голы:                                                                                 | |                                | Судья: Дебби Хенгст Линейные судьи: Йонна Партанен Йенни Висала |
| Ларисса Свикулл — 09:26 (Л. Клюге, Н. Айзеншмид) Дана Райманн (бол.) — 21:32 (Л. Клюге, М. Шеуерлейн) Мари-Кристин Шмид — 59:02 (М. Любберт) | 1 : 0 1 : 1 2 : 1 2 : 2 : 3 : 3 3 : 4                                                 | 16:05 — Екатерина Николаева (бол.) (Т. Китаева, Д. Булатова) 34:45 — Анна Шохина (Е. Дергачёва, А. Штарёва) 37:31 — Валерия Павлова 64:28 — Елена Дергачёва (бол.) (Д. Булатова) |                                | Судья: Дебби Хенгст Линейные судьи: Йонна Партанен Йенни Висала |
| |                                                                                       | |                                | Судья: Дебби Хенгст Линейные судьи: Йонна Партанен Йенни Висала |
| |                                                                                       | |                                | Судья: Дебби Хенгст Линейные судьи: Йонна Партанен Йенни Висала |
| |                                                                                       | |                                | Судья: Дебби Хенгст Линейные судьи: Йонна Партанен Йенни Висала |
| 14 мин | Штраф                                                                                 | 35 мин |                                | Судья: Дебби Хенгст Линейные судьи: Йонна Партанен Йенни Висала |
| |                                                                                       | |                                |                                                                 |
| | 18                                                                                    | Броски | 46                             |                                                                 |

## Плей-офф
|  | Четвертьфинал | Четвертьфинал | Четвертьфинал |  |  | Полуфинал | Полуфинал | Полуфинал |  |  | Финал | Финал  | Финал |
|  |               |               |               |  |  |           |           |           |  |  |       |        |       |
|  |               |               |               |  |  | B1        | США       | 10        |  |  |       |        |       |
|  | A2            | Финляндия     | 3             |  |  | B3        | Чехия     | 0         |  |  |       |        |       |
|  | B3            | Чехия         | 5             |  |  |           |           |           |  |  | B1    | США    | 1     |
|  |               |               |               |  |  |           |           |           |  |  | A1    | Канада | 2     |
|  |               |               |               |  |  | A1        | Канада    | 7         |  |  |       |        |       |
|  | B2            | Швеция        | 4             |  |  | B2        | Швеция    | 2         |  |  |       |        |       |
|  | A3            | Венгрия       | 0             |  |  |           |           |           |  |  |       |        |       |

### Четвертьфинал
Время местное (UTC+2).
| 2 января 2013 14:30 | Швеция | 4 : 0 (3:0, 0:0, 1:0) | Венгрия | Арена Хейнола, Хейнола Зрителей: 78 |

| Отчёт | Отчёт                       | Отчёт   | Отчёт                     | Отчёт                                                            |
| ----- | --------------------------- | ------- | ------------------------- | ---------------------------------------------------------------- |
|       |                             |         |                           |                                                                  |
|       | Минацу Мурасэ — 00:00-60:00 | Вратари | 00:00-60:00 — Анико Немет | Судья: Дебби Хенгст Линейные судьи: Лиза Хёффнер Ольга Штейнберг |
|       | Голы:                       |         |                           | Судья: Дебби Хенгст Линейные судьи: Лиза Хёффнер Ольга Штейнберг |
|       | 1 : 0 2 : 0 3 : 0 4 : 0     |         |                           | Судья: Дебби Хенгст Линейные судьи: Лиза Хёффнер Ольга Штейнберг |
|       |                             |         |                           | Судья: Дебби Хенгст Линейные судьи: Лиза Хёффнер Ольга Штейнберг |
|       |                             |         |                           | Судья: Дебби Хенгст Линейные судьи: Лиза Хёффнер Ольга Штейнберг |
|       |                             |         |                           | Судья: Дебби Хенгст Линейные судьи: Лиза Хёффнер Ольга Штейнберг |
| 8 мин | Штраф                       | 14 мин  |                           | Судья: Дебби Хенгст Линейные судьи: Лиза Хёффнер Ольга Штейнберг |
|       |                             |         |                           |                                                                  |
|       | 37                          | Броски  | 11                        |                                                                  |

| 2 января 2013 18:30 | Финляндия | 3 : 5 (2:2, 0:0, 1:3) | Чехия | Арена Хейнола, Хейнола Зрителей: 633 |

| Отчёт  | Отчёт | Отчёт  | Отчёт | Отчёт                                                                         |
| ------ | ----- | ------ | ----- | ----------------------------------------------------------------------------- |
|        |       |        |       |                                                                               |
|        |       |        |       | Судья: Габриэлла Ариано-Лорти Линейные судьи: Ванесса Стрэттон Андреа Вайсман |
|        |       |        |       |                                                                               |
|        |       |        |       |                                                                               |
|        |       |        |       |                                                                               |
|        |       |        |       |                                                                               |
|        |       |        |       |                                                                               |
| 16 мин | Штраф | 20 мин |       |                                                                               |
|        |       |        |       |                                                                               |
|        | 24    | Броски | 37    |                                                                               |

### Полуфинал
Время местное (UTC+2).
| 4 января 2013 14:30 | Канада | 7 : 2 (2:0, 2:1, 3:1) | Швеция | Арена Хейнола, Хейнола Зрителей: 287 |

| Отчёт | Отчёт | Отчёт  | Отчёт | Отчёт                                                              |
| ----- | ----- | ------ | ----- | ------------------------------------------------------------------ |
|       |       |        |       |                                                                    |
|       |       |        |       | Судья: Джерилин Гленн Линейные судьи: Шарлотта Жиру Андреа Вайсман |
|       |       |        |       |                                                                    |
|       |       |        |       |                                                                    |
|       |       |        |       |                                                                    |
|       |       |        |       |                                                                    |
|       |       |        |       |                                                                    |
| 8 мин | Штраф | 10 мин |       |                                                                    |
|       |       |        |       |                                                                    |
|       | 47    | Броски | 25    |                                                                    |

| 4 января 2013 18:30 | США | 10 : 0 (4:0, 3:0, 3:0) | Чехия | Арена Хейнола, Хейнола Зрителей: 216 |

| Отчёт | Отчёт                                                        | Отчёт  | Отчёт | Отчёт                                                            |
| ----- | ------------------------------------------------------------ | ------ | ----- | ---------------------------------------------------------------- |
|       |                                                              |        |       |                                                                  |
|       |                                                              |        |       | Судья: Анна Эскола Линейные судьи: Лиза Хёффнер Ванесса Стрэттон |
|       | Голы:                                                        |        |       |                                                                  |
|       | 1 : 0 2 : 0 3 : 0 4 : 0 5 : 0 6 : 0 7 : 0 8 : 0 9 : 0 10 : 0 |        |       |                                                                  |
|       |                                                              |        |       |                                                                  |
|       |                                                              |        |       |                                                                  |
|       |                                                              |        |       |                                                                  |
| 6 мин | Штраф                                                        | 18 мин |       |                                                                  |
|       |                                                              |        |       |                                                                  |
|       | 76                                                           | Броски | 13    |                                                                  |

### Матч за 5-е место
Время местное (UTC+2).
| 4 января 2013 14:00 | Финляндия | 3 : 1 (0:0, 2:1, 1:0) | Венгрия | Арена Виерумяки, Виерумяки Зрителей: 142 |

| Отчёт | Отчёт | Отчёт  | Отчёт | Отчёт                                                                 |
| ----- | ----- | ------ | ----- | --------------------------------------------------------------------- |
|       |       |        |       |                                                                       |
|       |       |        |       | Судья: Миюки Накаяма Линейные судьи: Вера Силхавикова Ольга Штейнберг |
|       |       |        |       |                                                                       |
|       |       |        |       |                                                                       |
|       |       |        |       |                                                                       |
|       |       |        |       |                                                                       |
|       |       |        |       |                                                                       |
| 6 мин | Штраф | 8 мин  |       |                                                                       |
|       |       |        |       |                                                                       |
|       | 30    | Броски | 30    |                                                                       |

### Матч за 3-е место
Время местное (UTC+2).
| 5 января 2013 14:30 | Швеция | 4 : 0 (3:0, 1:0, 0:0) | Чехия | Арена Хейнола, Хейнола Зрителей: 345 |

| Отчёт  | Отчёт                   | Отчёт  | Отчёт | Отчёт                                                                         |
| ------ | ----------------------- | ------ | ----- | ----------------------------------------------------------------------------- |
|        |                         |        |       |                                                                               |
|        |                         |        |       | Судья: Габриэлла Ариано-Лорти Линейные судьи: Ванесса Стрэттон Андреа Вайсман |
|        | Голы:                   |        |       |                                                                               |
|        | 1 : 0 2 : 0 3 : 0 4 : 0 |        |       |                                                                               |
|        |                         |        |       |                                                                               |
|        |                         |        |       |                                                                               |
|        |                         |        |       |                                                                               |
| 10 мин | Штраф                   | 12 мин |       |                                                                               |
|        |                         |        |       |                                                                               |
|        | 36                      | Броски | 43    |                                                                               |

### Финал
Время местное (UTC+2).
| 5 января 2013 18:30 | США | 1 : 2 (OT) (1:0, 0:0, 0:1, 0:1) | Канада | Арена Хейнола, Хейнола Зрителей: 813 |

| Отчёт                                             | Отчёт                      | Отчёт                                                    | Отчёт                                     | Отчёт                                                           |
| ------------------------------------------------- | -------------------------- | -------------------------------------------------------- | ----------------------------------------- | --------------------------------------------------------------- |
|                                                   |                            |                                                          |                                           |                                                                 |
|                                                   | Сидни Питерс — 00:00-60:58 | Вратари                                                  | 00:00-59:00 — Кимберли Ньюэлл 59:47-60:58 | Судья: Анна Эскола Линейные судьи: Шарлотта Жиру Йонна Партанен |
|                                                   | Голы:                      |                                                          |                                           | Судья: Анна Эскола Линейные судьи: Шарлотта Жиру Йонна Партанен |
| Джении Райан (бол.) — 18:04 (К. Шиппер, Э. Менке) | 1 : 0 1 : 1 : 2            | 59:47 — Кэтрин Дюбуа 60:58 — Карли Хеффернан (Х. Бантон) |                                           | Судья: Анна Эскола Линейные судьи: Шарлотта Жиру Йонна Партанен |
|                                                   |                            |                                                          |                                           | Судья: Анна Эскола Линейные судьи: Шарлотта Жиру Йонна Партанен |
|                                                   |                            |                                                          |                                           | Судья: Анна Эскола Линейные судьи: Шарлотта Жиру Йонна Партанен |
|                                                   |                            |                                                          |                                           | Судья: Анна Эскола Линейные судьи: Шарлотта Жиру Йонна Партанен |
| 8 мин                                             | Штраф                      | 12 мин                                                   |                                           | Судья: Анна Эскола Линейные судьи: Шарлотта Жиру Йонна Партанен |
|                                                   |                            |                                                          |                                           |                                                                 |
|                                                   | 40                         | Броски                                                   | 25                                        |                                                                 |

## Рейтинг и статистика

### Итоговое положение команд
| 1  | Канада    |
| 2  | США       |
| 3  | Швеция    |
| 4. | Чехия     |
| 5. | Финляндия |
| 6. | Венгрия   |
| 7. | Россия    |
| 8. | Германия  |

| Чемпион мира по хоккею с шайбой среди женских юниорских команд 2013 |
| Канада Третий титул                                                 |

| Переходит в первый дивизион 2014 |

### Лучшие бомбардиры
| Игрок           | И | Г | П | О  | Штр | +/− |
| --------------- | - | - | - | -- | --- | --- |
| Кэтрин Шиппер   | 5 | 5 | 8 | 13 | 4   | +9  |
| Елена Дергачёва | 5 | 4 | 5 | 9  | 6   | +8  |
| Эми Менке       | 5 | 3 | 6 | 9  | 2   | +8  |
| Эмма Нуутинен   | 5 | 5 | 3 | 8  | 10  | +6  |
| Меган Вульф     | 5 | 4 | 4 | 8  | 0   | +9  |
| Анна Шохина     | 5 | 6 | 1 | 7  | 8   | +5  |
| Кэтрин Дюбуа    | 5 | 4 | 3 | 7  | 2   | +7  |
| Грэйс Заржецки  | 5 | 3 | 4 | 7  | 0   | +4  |
| Джинси Данн     | 5 | 2 | 5 | 7  | 0   | +11 |
| Халли Кшизаняк  | 5 | 2 | 5 | 7  | 8   | +7  |
| Клара Чмелова   | 6 | 2 | 5 | 7  | 2   | +2  |

Примечание: И = Количество проведённых игр; Г = Голы; П = Голевые передачи; О = Очки; Штр = Штрафное время; +/− = Плюс-минус
По данным: IIHF.com

### Лучшие вратари
В списке вратари, сыгравшие не менее 40 % от всего игрового времени их сборной.
| Игрок            | ВП     | Бр  | ПШ | КН   | %ОБ   | И"0" |
| ---------------- | ------ | --- | -- | ---- | ----- | ---- |
| Кимберли Ньюэлл  | 180:11 | 75  | 3  | 1.00 | 96.00 | 1    |
| Сидни Питерс     | 180:58 | 42  | 2  | 0.66 | 95.24 | 2    |
| Минацу Мурасэ    | 189:16 | 110 | 6  | 1.90 | 94.55 | 2    |
| Франциска Албль  | 246:40 | 151 | 13 | 3.16 | 91.39 | 0    |
| Эвелиина Суонпяя | 238:31 | 116 | 11 | 2.77 | 90.52 | 1    |

Примечание: ВП = Время на площадке; Бр = Броски по воротам; ПШ = Пропущено шайб; КН = Коэффициент надёжности; %ОБ = Процент отражённых бросков; И"0" = «Сухие игры»
По данным: IIHF.com

### Индивидуальные награды
Директорат турнира выбирал лучших игроков в своём амплуа. Журналисты, работавшие на чемпионате мира, называли самого ценного игрока (MVP) и выбирали Сборную всех звёзд. Тренерские штабы участвовавших сборных определили по три лучших хоккеистки в каждой команде.
| Самый ценный игрок (MVP) |
| ------------------------ |
| Кэтрин Шиппер            |

| Лучшие игроки | Лучшие игроки  |
| ------------- | -------------- |
| Вратарь       | Минацу Мурасэ  |
| Защитник      | Халли Кшизаняк |
| Нападающий    | Кэтрин Шиппер  |

| Сборная всех звёзд | Сборная всех звёзд                              |
| ------------------ | ----------------------------------------------- |
| Вратарь            | Кимберли Ньюэлл                                 |
| Защитники          | Эбба Страндберг — Халли Кшизаняк                |
| Нападающие         | Елена Дергачёва — Эмма Нуутинен — Кэтрин Шиппер |

| Лучшие игроки команд по версии тренеров | Лучшие игроки команд по версии тренеров | Лучшие игроки команд по версии тренеров | Лучшие игроки команд по версии тренеров |
| --------------------------------------- | --------------------------------------- | --------------------------------------- | --------------------------------------- |
| Канада                                  | Халли Кшизаняк                          | Ханна Бантон                            | Кэтрин Дюбуа                            |
| Чехия                                   | Анета Тейралова)                        | Тереза Ванишова                         | Клара Чмелова                           |
| Финляндия                               | Эвелиина Суонпяя                        | Анна Килпонен                           | Эмма Нуутинен                           |
| Германия                                | Франциска Албль                         | Катя-Лиза Энгель                        | Керстин Шпильбергер                     |
| Венгрия                                 | Бернадетт Немет                         | Дороттья Меддьеш                        | Александра Хусак                        |
| Россия                                  | Валерия Павлова                         | Анна Шохина                             | Елена Дергачёва                         |
| Швеция                                  | Линнея Хедин                            | Элин Юханссон                           | Юлия Леннартссон                        |
| США                                     | Кэтрин Шиппер                           | Джинси Данн                             | Даниэль Камеранези                      |

По данным: IIHF.com

## Первый дивизион

### Квалификационный турнир
Квалификационный турнир первого дивизиона проходил с 27 октября по 1 ноября 2012 года в Дамфрисе, Великобритания. Занявшие первые два места сборные Франции и Словакии квалифицировались в основной турнир первого дивизиона 2013 года. Хозяева турнира, сборная Великобритании, заняла 3-е место и получила право играть в первом дивизионе 2014 года.
| М | Сборная        | И | В | ВО | ПО | П | ШЗ | ШП | РШ  | О  | Итог                                            |
| - | -------------- | - | - | -- | -- | - | -- | -- | --- | -- | ----------------------------------------------- |
| 1 | Франция        | 5 | 4 | 0  | 0  | 1 | 14 | 5  | +9  | 12 | Квалифицируются в первый дивизион 2013          |
| 2 | Словакия       | 5 | 4 | 0  | 0  | 1 | 27 | 11 | +16 | 12 | Квалифицируются в первый дивизион 2013          |
| 3 | Великобритания | 5 | 3 | 0  | 0  | 2 | 21 | 9  | +12 | 9  | Квалифицируется в первый дивизион 2014          |
| 4 | Италия         | 5 | 2 | 1  | 0  | 1 | 10 | 9  | +1  | 8  | Участвуют в квалификации первого дивизиона 2014 |
| 5 | Китай          | 5 | 1 | 0  | 1  | 3 | 13 | 20 | −7  | 4  | Участвуют в квалификации первого дивизиона 2014 |
| 6 | Казахстан      | 5 | 0 | 0  | 0  | 5 | 3  | 34 | −31 | 0  | Участвуют в квалификации первого дивизиона 2014 |

### Основной турнир
Основной турнир первого дивизиона состоялся со 2 по 8 января 2013 года в Романсхорне, Швейцария. Победителем кругового турнира стала сборная Японии, которая возвратилась в ТОП-дивизион спустя годичного перерыва. Проигравшая все матчи сборная Австрии по итогам соревнования была переведена в квалификационный турнир первого дивизиона.
| М | Сборная   | И | В | ВО | ПО | П | ШЗ | ШП | РШ  | О  | Итог                                            |
| - | --------- | - | - | -- | -- | - | -- | -- | --- | -- | ----------------------------------------------- |
| 1 | Япония    | 5 | 4 | 1  | 0  | 0 | 18 | 7  | +11 | 14 | Выходит в ТОП-дивизион 2014                     |
| 2 | Швейцария | 5 | 3 | 0  | 1  | 1 | 17 | 6  | +11 | 10 | Остаются в первом дивизионе                     |
| 3 | Франция   | 5 | 3 | 0  | 0  | 2 | 11 | 11 | 0   | 9  | Остаются в первом дивизионе                     |
| 4 | Норвегия  | 5 | 3 | 0  | 0  | 2 | 10 | 10 | 0   | 9  | Остаются в первом дивизионе                     |
| 5 | Словакия  | 5 | 1 | 0  | 0  | 4 | 8  | 12 | −4  | 3  | Остаются в первом дивизионе                     |
| 6 | Австрия   | 5 | 0 | 0  | 0  | 5 | 7  | 25 | −18 | 0  | Переходит в квалификацию первого дивизиона 2014 |